# バンジャル・アッ＝ドーサリー
バンジャル・ムハンマド・アッ＝ドーサリー（アラビア語: بنجر محمد الدوسري、Banjar Mohammed Al Dosari、1981年 - ）は、カタールのサッカー審判員。
日本語では、「アルドサリ」と表記されることがある。

## 活動

### 国内
カタール・スターズリーグで審判員をつとめている。2013年のシェイフ・ジャーシム・カップ決勝で主審をつとめた。

### 国際
2008年にFIFAの国際審判員となった。西アジアサッカー選手権2012と2014 及びガルフカップ2013で3位決定戦の主審をつとめた他、FIFAワールドカップ・アジア予選、AFCチャンピオンズリーグ、AFCカップなどでも審判をつとめている。